# プラハ条約 (1866年)
プラハ条約（プラハじょうやく、独: Prager Frieden）は、1866年8月23日に結ばれた普墺戦争の講和条約。
この条約において、ドイツ連邦の解体が正式に定められ、プロイセン王国を中心としたドイツ統一が推進されることになった。

## 骨子
- ドイツ連邦の解体（北ドイツ連邦と南ドイツ連邦の発足）
- ドイツ統一におけるオーストリアの不干渉
- シュレースヴィヒ・ホルシュタイン両公国のプロイセンへの帰属
- ハノーファー王国、ヘッセン選帝侯国、ナッサウ公国、フランクフルト自由市のプロイセンへの帰属
- ヴェネツィア（当時はロンバルド＝ヴェネト王国としてオーストリア領だった）のイタリア王国への帰属
- 敗れたオーストリアが賠償金2,000万ターラーを支払う（普仏戦争の賠償金と比べ少額）

## 南ドイツ連邦
条約によりマイン川以南の地域は南ドイツ連邦を発足させることが認められた。バイエルン王国・ヴュルテンベルク王国・バーデン大公国、そしてヘッセン大公国領のうちマイン川以南にあるシュタルケンブルクとラインヘッセンである。ヘッセン大公国領マイン川以北オーバーヘッセンは北ドイツ連邦に参加した。普仏戦争が大同団結の契機となり、南ドイツ連邦は流産した。